# Oscar Chauvaux
Oscar Jules Chauvaux, né à Schaerbeek (Bruxelles) le 19 mars 1874 et mort à Montgeron le 25 mai 1965, est un peintre français d'origine belge.

## Biographie
Élève de Gabriel Guay, naturalisé français en 1916, il expose, entre autres, à la Société des artistes français dont il est sociétaire et au Cercle Volney ainsi qu'à Amsterdam (1926), Bruxelles (1928), Tokyo (1927) ou Madrid (1928).
Officier du Nichan Iftikhar, hors-concours au Salon des artistes français, ses œuvres sont conservées aux musées des beaux-arts de Brest et Roubaix, au cercle Volney et à l'Hôtel de ville de Niort.
Il meurt à la maison de retraite de Montgeron en 1965.

## Œuvres
- L'Heure de l'office
- Portrait de ma mère
- Place des tilleuls en hiver